# Unione Sportiva Viterbese 2002-2003
Questa pagina raccoglie le informazioni riguardanti l'Unione Sportiva Viterbese nelle competizioni ufficiali della stagione 2002-2003.

## Rosa
| N. |                           | Ruolo | Calciatore            |
| -- | ------------------------- | ----- | --------------------- |
|    | Italia (bandiera)         | A     | Giovanni Abate        |
|    | Italia (bandiera)         | A     | Vincenzo Aurino       |
|    | Italia (bandiera)         | D     | Alessandro Cibocchi   |
|    | Italia (bandiera)         | C     | Nicola Cingolani      |
|    | Italia (bandiera)         | C     | Girolamo D'Alessandro |
|    | Italia (bandiera)         | D     | Alessio D'Andrea      |
|    | Italia (bandiera)         | C     | Massimiliano Favo     |
|    | Italia (bandiera)         | C     | Andrea Filosi         |
|    | Argentina (bandiera)      | C     | Javier García         |
|    | Italia (bandiera)         | D     | Roberto Gimmelli      |
|    | Costa d'Avorio (bandiera) | C     | Youssouf Konè         |
|    | Italia (bandiera)         | A     | Antonio Leo           |
|    | Italia (bandiera)         | D     | Cristian Lizzori      |
|    | Italia (bandiera)         | A     | Vincenzo Maisto       |
|    | Italia (bandiera)         | D     | Emanuele Mancini      |
|    | Italia (bandiera)         | C     | Osvaldo Mannucci      |

| N. |                   | Ruolo | Calciatore             |
| -- | ----------------- | ----- | ---------------------- |
|    | Italia (bandiera) | A     | Omar Martinetti        |
|    | Italia (bandiera) | P     | Giacomo Mazzi          |
|    | Italia (bandiera) | A     | Rodolfo Moronti        |
|    | Italia (bandiera) | D     | Tommaso Movilli        |
|    | Italia (bandiera) | P     | Antonio Musella        |
|    | Italia (bandiera) | A     | Salvatore Novembrino   |
|    | Italia (bandiera) | D     | Giampaolo Parisi       |
|    | Italia (bandiera) | P     | Alberto Passoni        |
|    | Italia (bandiera) | D     | Marco Pollini          |
|    | Italia (bandiera) | C     | Michele Paolo Radicchi |
|    | Italia (bandiera) | C     | Paolo Sammarco         |
|    | Italia (bandiera) | A     | Vincenzo Santoruvo     |
|    | Italia (bandiera) | C     | Alessandro Troise (II) |
|    | Italia (bandiera) | C     | Tiziano Turchetti      |
|    | Italia (bandiera) | C     | Luca Vitali            |
|    | Italia (bandiera) | D     | Giuseppe Zappella      |

## Risultati

### Campionato

#### Girone di andata
| 1º settembre 2002 1ª giornata | Pescara | 3 – 1 | Viterbese |  |

| 8 settembre 2002 2ª giornata | Viterbese | 1 – 1 | Avellino |  |

| 15 settembre 2002 3ª giornata | Teramo | 3 – 1 | Viterbese |  |

| 22 settembre 2002 4ª giornata | Viterbese | 0 – 3 | Sambenedettese |  |

| 29 settembre 2002 5ª giornata | L'Aquila | 4 – 0 | Viterbese |  |

| 6 ottobre 2002 6ª giornata | Viterbese | 2 – 0 | Lanciano |  |

| 13 ottobre 2002 7ª giornata | Martina | 2 – 1 | Viterbese |  |

| 20 ottobre 2002 8ª giornata | Viterbese | 0 – 0 | Torres |  |

| 27 ottobre 2002 9ª giornata | Vis Pesaro | 1 – 1 | Viterbese |  |

| 3 novembre 2002 10ª giornata | Viterbese | 0 – 2 | Chieti |  |

| 10 novembre 2002 11ª giornata | Viterbese | 4 – 1 | Fermana |  |

| 17 novembre 2002 12ª giornata | Paternò | 0 – 0 | Viterbese |  |

| 24 novembre 2002 13ª giornata | Viterbese | 2 – 0 | Sporting Benevento |  |

| 1º dicembre 2002 14ª giornata | Taranto | 2 – 2 | Viterbese |  |

| 8 dicembre 2002 15ª giornata | Viterbese | 0 – 0 | Crotone |  |

| 15 dicembre 2002 16ª giornata | Giulianova | 2 – 0 | Viterbese |  |

| 22 dicembre 2002 17ª giornata | Viterbese | 2 – 1 | Sora |  |

#### Girone di ritorno
| 5 gennaio 2003 18ª giornata | Viterbese | 2 – 2 | Pescara |  |

| 12 gennaio 2003 19ª giornata | Avellino | 0 – 1 | Viterbese |  |

| 19 gennaio 2003 20ª giornata | Viterbese | 0 – 1 | Teramo |  |

| 26 gennaio 2003 21ª giornata | Sambenedettese | 1 – 3 | Viterbese |  |

| 2 febbraio 2003 22ª giornata | Viterbese | 1 – 3 | L'Aquila |  |

| 9 febbraio 2003 23ª giornata | Lanciano | 1 – 3 | Viterbese |  |

| 16 febbraio 2003 24ª giornata | Viterbese | 4 – 2 | Martina |  |

| 2 marzo 2003 25ª giornata | Torres | 0 – 2 | Viterbese |  |

| 9 marzo 2003 26ª giornata | Viterbese | 0 – 2 | Vis Pesaro |  |

| 16 marzo 2003 27ª giornata | Chieti | 3 – 0 | Viterbese |  |

| 23 marzo 2003 28ª giornata | Fermana | 1 – 1 | Viterbese |  |

| 30 marzo 2003 29ª giornata | Viterbese | 1 – 2 | Paternò |  |

| 13 aprile 2003 30ª giornata | Sporting Benevento | 0 – 2 | Viterbese |  |

| 19 aprile 2003 31ª giornata | Viterbese | 0 – 0 | Taranto |  |

| 27 aprile 2003 32ª giornata | Crotone | 0 – 2 | Viterbese |  |

| 4 maggio 2003 33ª giornata | Viterbese | 0 – 1 | Giulianova |  |

| 11 maggio 2003 34ª giornata | Sora | 1 – 3 | Viterbese |  |